# Juan Bautista de Goicoechea (obraz Francisca Goi)

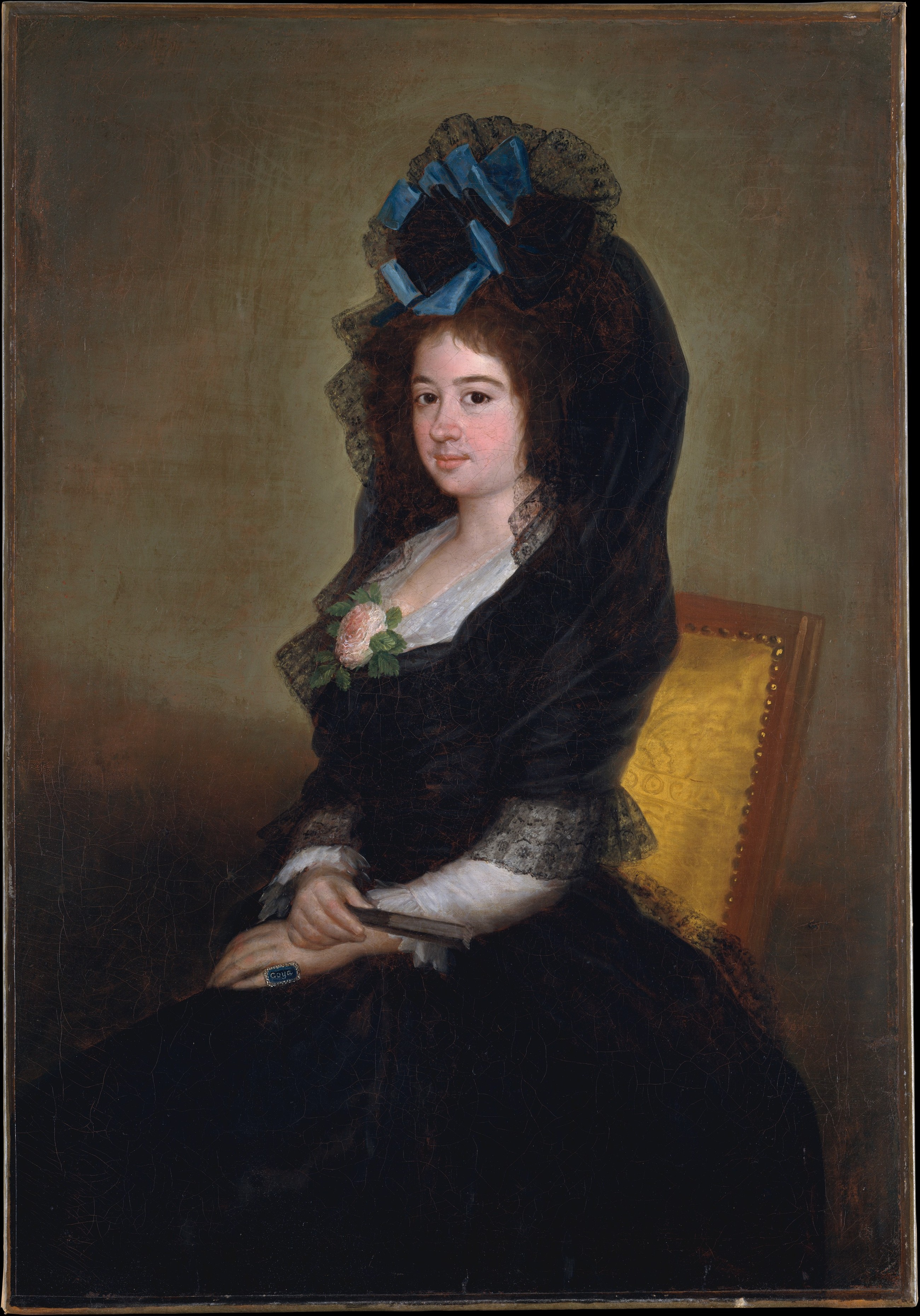
Portret żony Juana Bautisty de Goicoechei przypisywany Goi.

Juan Bautista de Goicoechea – obraz olejny hiszpańskiego malarza Francisca Goi (1746–1828) znajdujący się w kolekcji Staatliche Kunsthalle Karlsruhe w Niemczech.

## Okoliczności powstania
Juan Bautista de Goicochea i Urrutia (1772–?) był politykiem, pochodził z rodziny oligarchów z Elorrio w Kraju Basków. Możliwe, że był spokrewniony z Martínem Miguelem de Goicoecheą, teściem syna Goi. W 1815 roku został ministrem wojny w rządzie króla Ferdynanda VII, który w tym samym roku odznaczył go krzyżem Orderu Karola III. Prawdopodobnie z tej okazji powstał portret Goicochei, na którym widoczne są ordery. Jedno z tych odznaczeń było wcześniej błędnie uważane za ustanowiony przez Józefa I Bonapartego Order Królewski Hiszpanii, co wskazywałoby na datę powstania bliższą 1810 roku. Pendant tego portretu przedstawiający jego żonę Narcisę Barañanę jest datowany na 1810 lub 1815–1816 rok, a jego atrybucja jest podważana.

## Opis obrazu
Goicochea został przedstawiony w trzech czwartych postaci, ubrany w mundur, którego ciemne barwy niemal zlewają się z neutralnym tłem, typowym dla portretów Goi. Światło skupia się na wyrazistej twarzy i sięgającej podbródka białej koszuli. Prawa ręka jest ukryta pod połą munduru ozdobioną medalami. Według ówczesnej mody nosi długie bokobrody.

## Proweniencja
Portret Goicoechei i jego pendant przedstawiający Narisę Barañanę zostały po raz pierwszy przedstawione publiczności na wystawie w Madrycie w 1900 roku. Należały wtedy do kolekcji Felipe Modeta. Przed 1947 rokiem portret Goicoechei znajdował się w kolekcji barona Herzoga w Budapeszcie. Obecnie należy do kolekcji Staatliche Kunsthalle Karlsruhe, a portret Narcisy znajduje się w Metropolitan Museum of Art w Nowym Jorku.